# Tadeusz Boy-Żeleński
Tadeusz Kamil Marcjan Żeleński, pseudonim „Boy”, znany jako Tadeusz Boy-Żeleński (ur. 21 grudnia 1874 w Warszawie, zm. 4 lipca 1941 we Lwowie) – polski tłumacz, krytyk literacki i teatralny, poeta-satyryk, kronikarz, eseista i działacz społeczny, z wykształcenia lekarz.
Przełożył na język polski dzieła kanonu literatury francuskiej, między innymi: Pieśń o Rolandzie, Wielki testament François Villona, Gargantuę i Pantagruela Rabelais’go, Próby Michela de Montaigne’a, Tristana i Izoldę w opracowaniu Bédiera, rozprawy filozoficzne Kartezjusza i Pascala, wszystkie sztuki Molière’a, Fedrę Racine’a, dzieła pisarzy oświecenia, m.in. Woltera, Monteskiusza i Rousseau, powieść Kubuś Fatalista i jego pan Diderota, cykl powieści Komedia ludzka Balzaka, powieść W poszukiwaniu straconego czasu Prousta, dzieła Stendhala, poezje Verlaine’a, powieść Lochy Watykanu André Gide’a. Był autorem wierszy i piosenek (nierzadko satyrycznych), felietonów społeczno-obyczajowych, a także książek z zakresu historii literatury.
Ukończył studia medyczne na Uniwersytecie Jagiellońskim. Od młodych lat prowadził bogate życie towarzyskie i kawiarniane, obracał się w środowisku krakowskiej bohemy. Przyjaźnił się ze Stanisławem Przybyszewskim. Pisał teksty do kabaretu Zielony Balonik. W czasie I wojny światowej służył jako lekarz kolejowy w armii austro-węgierskiej. W 1919 został zatrudniony jako recenzent teatralny w krakowskim dzienniku „Czas”. Następnie był kierownikiem literackim Teatru Polskiego w Warszawie. W 1928 otrzymał za swoją twórczość nagrodę Polskiego Towarzystwa Wydawców Książek. W 1933 został wybrany na członka Polskiej Akademii Literatury.
Miał poglądy antyklerykalne, które wyraził m.in. w pracy Nasi okupanci. Propagował świadome macierzyństwo, antykoncepcję i edukację seksualną, a także postulował legalizację aborcji w celu zlikwidowania podziemia aborcyjnego. Był partnerem i współpracownikiem feministki Ireny Krzywickiej, z którą od 1931 prowadził w Warszawie Poradnię Świadomego Macierzyństwa. Już w 1932 poradnia przyjęła ponad cztery tysiące pacjentek.
Po wybuchu II wojny światowej wyjechał do Lwowa. W październiku 1939 radzieckie kierownictwo Uniwersytetu Lwowskiego powołało go na kierownika katedry historii literatury francuskiej. Boy działał w lwowskim oddziale Związku Literatów Polskich. Okazywał ciepłe nastawienie względem nowej władzy sowieckiej. Publikował artykuły w „Czerwonym Sztandarze”, a w sierpniu 1940 był gościem Wszechzwiązkowego Komitetu do spraw Nauki ZSRR w Moskwie. Interweniował u władz radzieckich w obronie osób deportowanych.
We Lwowie zamieszkał u szwagra żony, profesora Jana Greka. Wkrótce po zajęciu Lwowa przez Niemców, w nocy z 3 na 4 lipca 1941, przebywający w mieszkaniu profesorowie Grek i Boy-Żeleński zostali aresztowani, a następnie zamordowani na Wzgórzach Wuleckich pośród kilkudziesięciu innych profesorów lwowskich.

## Życiorys

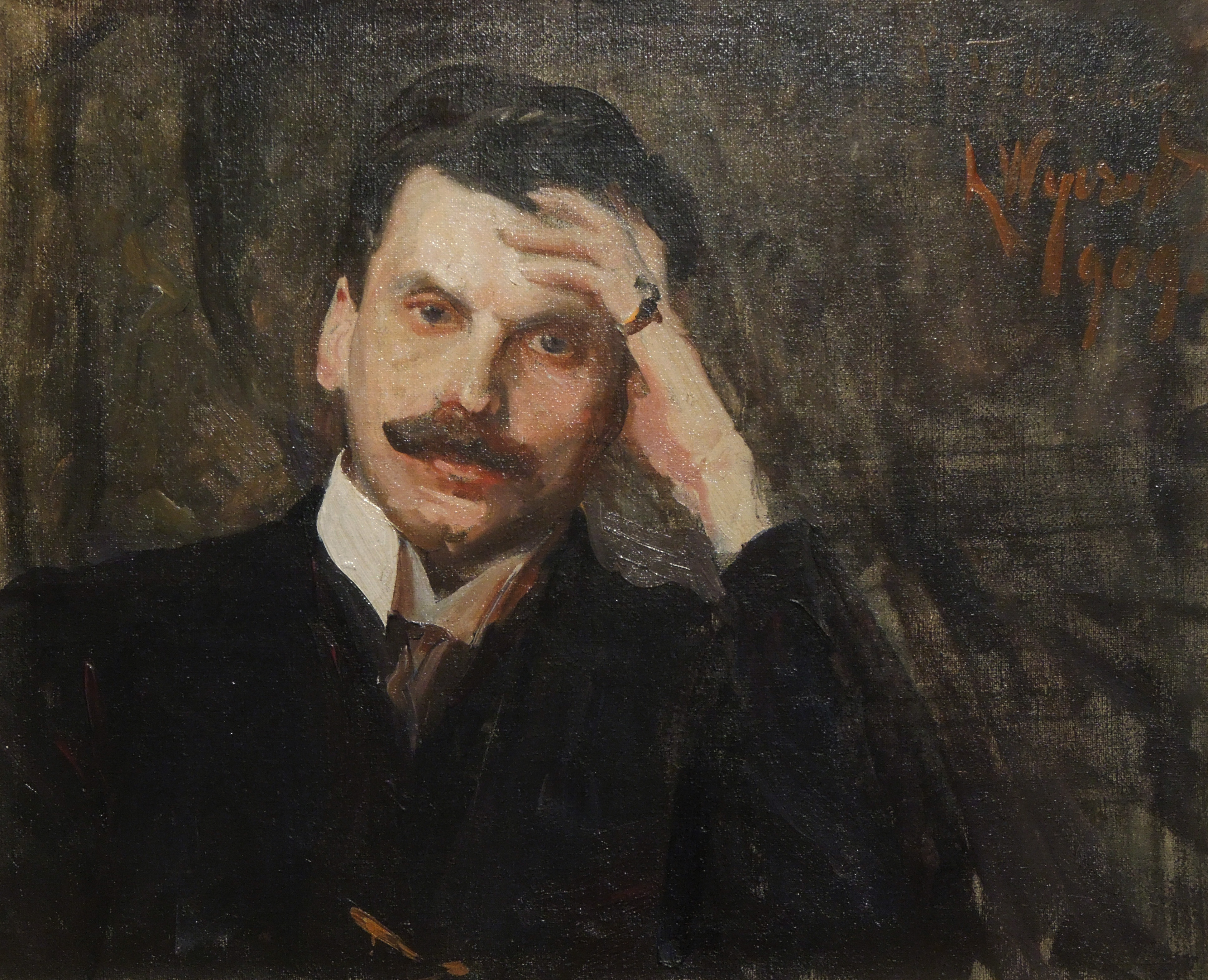
Leon Wyczółkowski, Portret Tadeusza Boya-Żeleńskiego, 1907

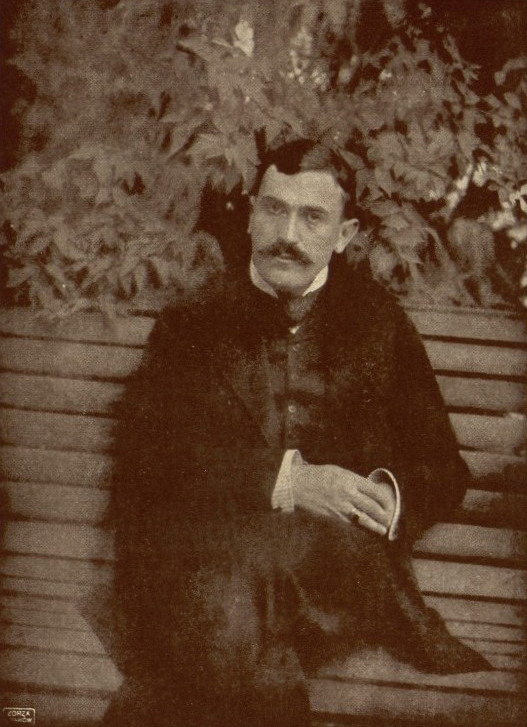
Tadeusz Boy-Żeleński, ilustracja zamieszczona w pierwszym wydaniu Słówek, 1913

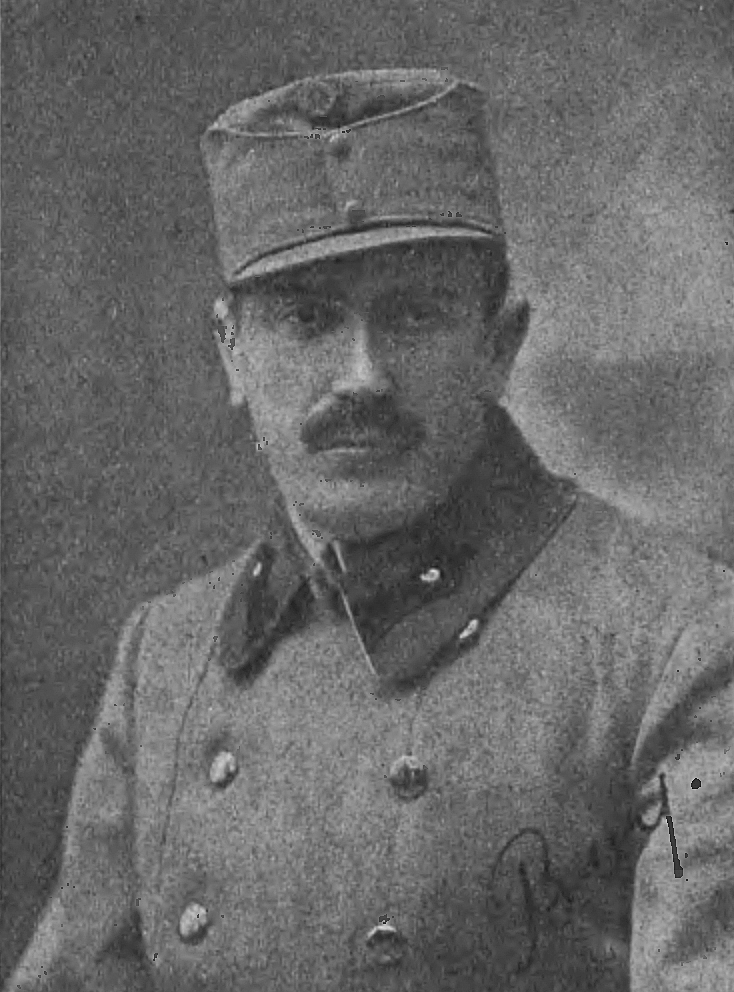
Tadeusz Żeleński podczas I wojny światowej, ok. 1915–1916

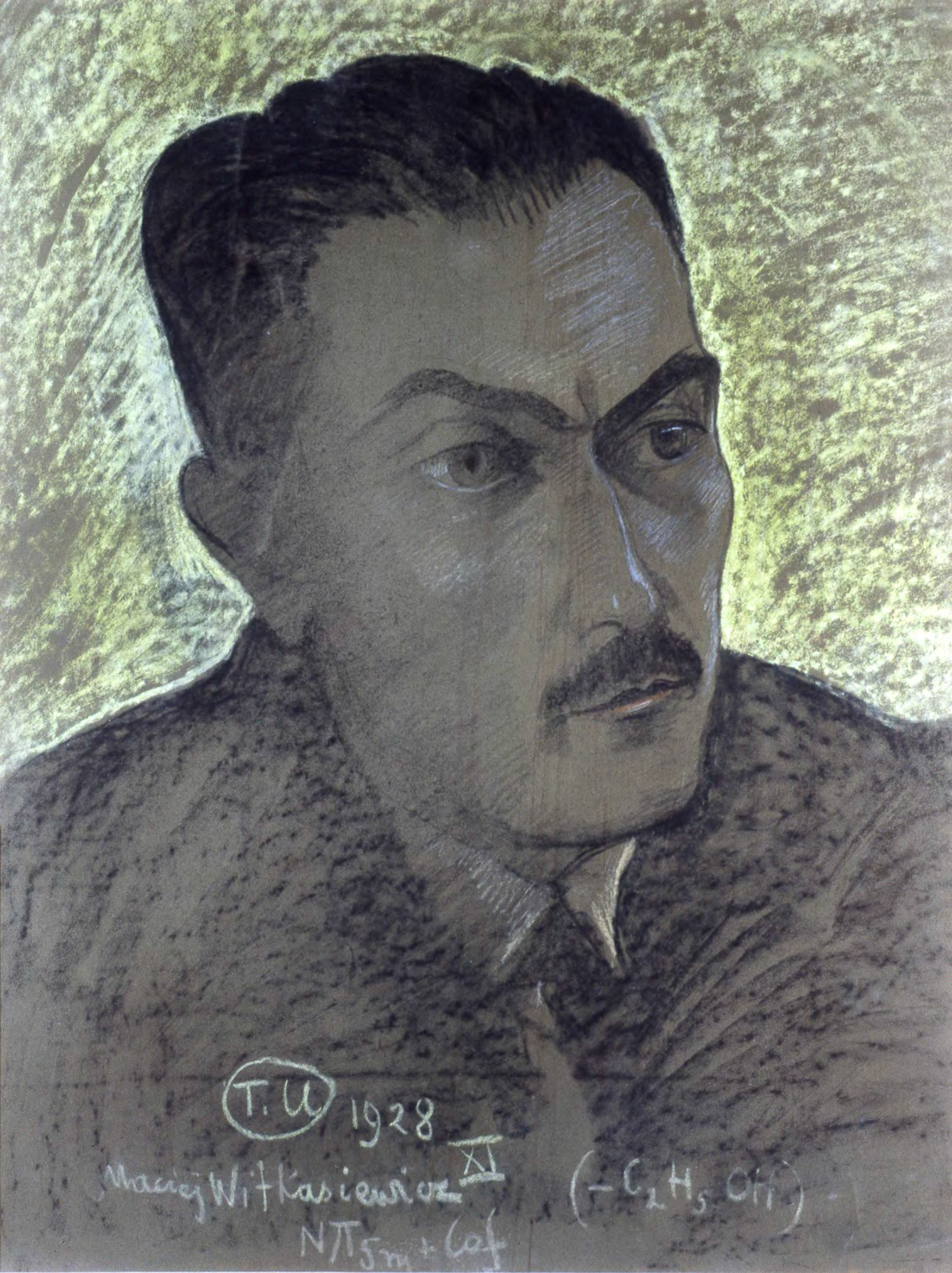
Tadeusz Boy-Żeleński na portrecie Witkacego, 1928

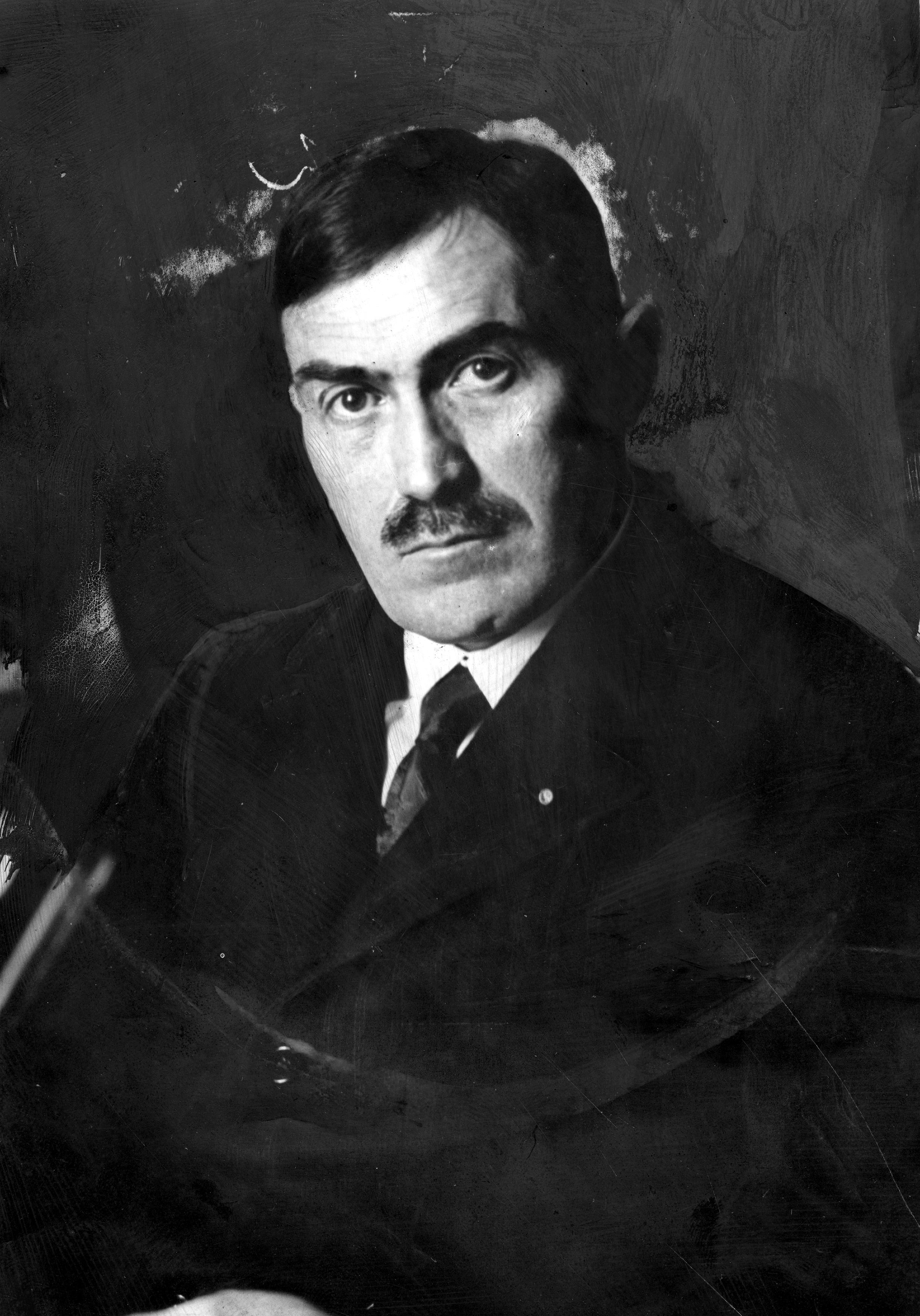
Tadeusz Boy-Żeleński, 1927

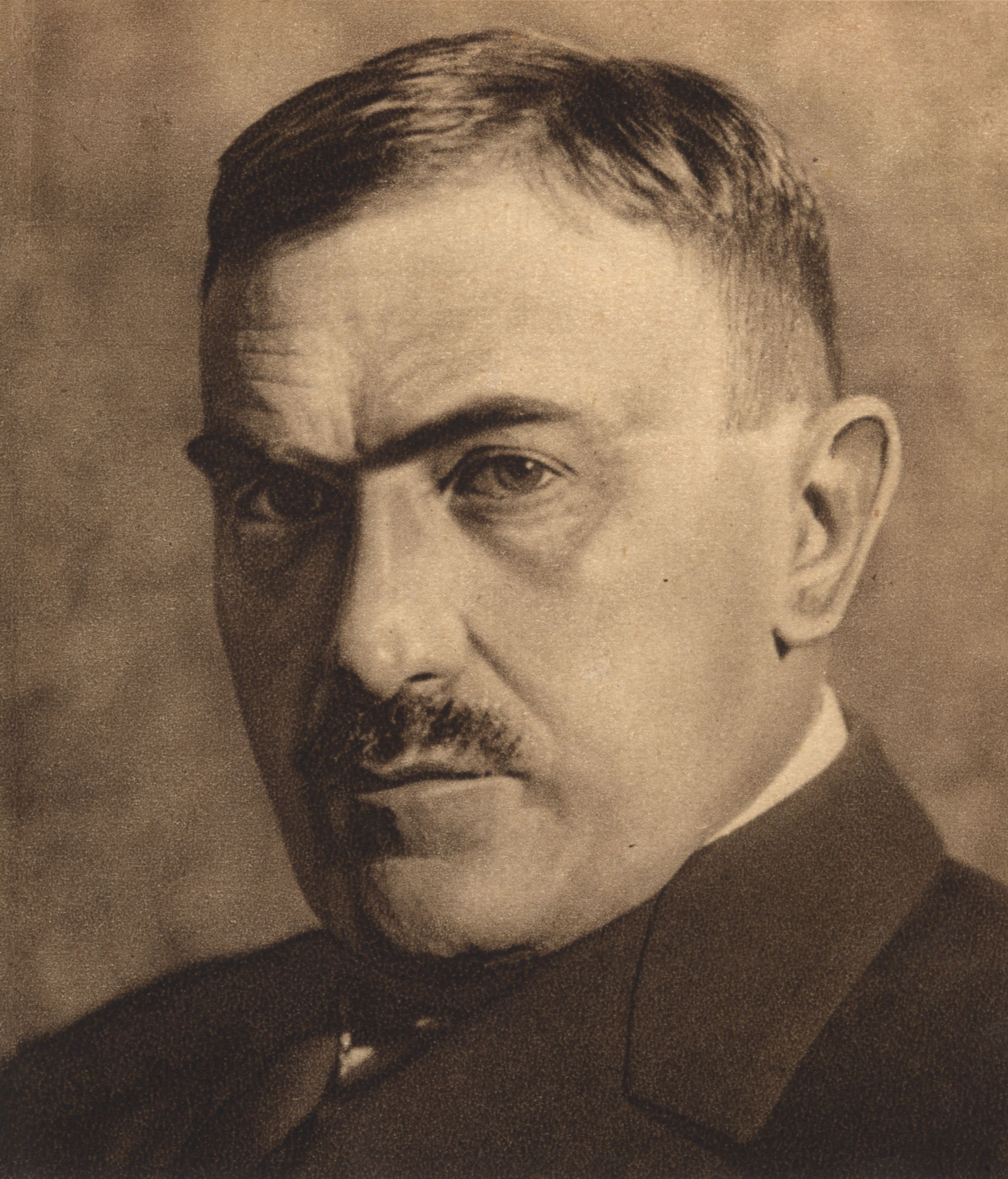
Tadeusz Boy-Żeleński, zdjęcie pochodzące z serii pocztówek o pisarzach polskich, 1933

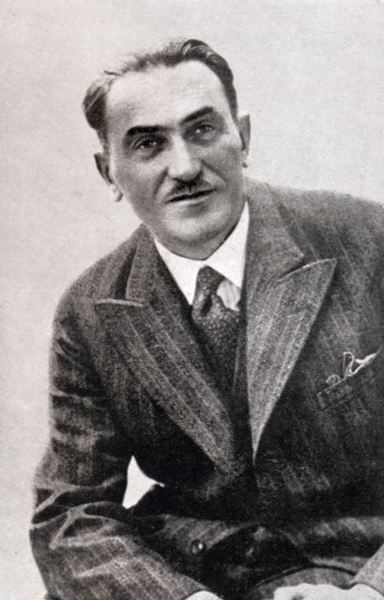
Tadeusz Boy-Żeleński (zdjęcie wykonane przed 1941)

### Pochodzenie
Był synem pisarki Wandy z Grabowskich i kompozytora Władysława Żeleńskiego. Miał dwóch braci: Edwarda oraz Stanisława, późniejszego właściciela pierwszej na ziemiach polskich pracowni witrażu. Rodzina pieczętowała się herbem Ciołek. Bratem ciotecznym Tadeusza był poeta Kazimierz Przerwa-Tetmajer.

#### Tablica genealogiczna przodków Tadeusza Boya-Żeleńskiego
|  |                              |  |  |  |  |  |  |  |  | Andrzej Żeleński |  |  |  |
|  |                              |  |  |  |  |  |  |  |  |                  |  |  |  |
|  |                              |  |  |  |  |  |  |  |  |                  |  |  |  |
|  |                              |  |  |  |  |  |  |  |  |                  |  |  |  |
|  | Marcjan Żeleński (1804–1846) |  |  |  |  |  |  |  |  |                  |  |  |  |
|  |                              |  |  |  |  |  |  |  |  |                  |  |  |  |
|  |                              |  |  |  |  |  |  |  |  |                  |  |  |  |
|  |                              |  |  |  |  |  |  |  |  |                  |  |  |  |
|  | Józefina de Dahlke           |  |  |  |  |  |  |  |  |                  |  |  |  |
|  |                              |  |  |  |  |  |  |  |  |                  |  |  |  |
|  |                              |  |  |  |  |  |  |  |  |                  |  |  |  |
|  |                              |  |  |  |  |  |  |  |  |                  |  |  |  |
|  | Władysław Żeleński           |  |  |  |  |  |  |  |  |                  |  |  |  |
|  |                              |  |  |  |  |  |  |  |  |                  |  |  |  |
|  |                              |  |  |  |  |  |  |  |  |                  |  |  |  |
|  |                              |  |  |  |  |  |  |  |  |                  |  |  |  |
|  | Kajetan Russocki             |  |  |  |  |  |  |  |  |                  |  |  |  |
|  |                              |  |  |  |  |  |  |  |  |                  |  |  |  |
|  |                              |  |  |  |  |  |  |  |  |                  |  |  |  |
|  |                              |  |  |  |  |  |  |  |  |                  |  |  |  |
|  | Kamilla Russocka             |  |  |  |  |  |  |  |  |                  |  |  |  |
|  |                              |  |  |  |  |  |  |  |  |                  |  |  |  |
|  |                              |  |  |  |  |  |  |  |  |                  |  |  |  |
|  |                              |  |  |  |  |  |  |  |  |                  |  |  |  |
|  | Marianna Dembińska           |  |  |  |  |  |  |  |  |                  |  |  |  |
|  |                              |  |  |  |  |  |  |  |  |                  |  |  |  |
|  |                              |  |  |  |  |  |  |  |  |                  |  |  |  |
|  |                              |  |  |  |  |  |  |  |  |                  |  |  |  |
|  | Tadeusz Boy-Żeleński         |  |  |  |  |  |  |  |  |                  |  |  |  |
|  |                              |  |  |  |  |  |  |  |  |                  |  |  |  |
|  |                              |  |  |  |  |  |  |  |  |                  |  |  |  |
|  |                              |  |  |  |  |  |  |  |  |                  |  |  |  |
|  | Mikołaj Grabowski            |  |  |  |  |  |  |  |  |                  |  |  |  |
|  |                              |  |  |  |  |  |  |  |  |                  |  |  |  |
|  |                              |  |  |  |  |  |  |  |  |                  |  |  |  |
|  |                              |  |  |  |  |  |  |  |  |                  |  |  |  |
|  | Jan Andrzej Grabowski        |  |  |  |  |  |  |  |  |                  |  |  |  |
|  |                              |  |  |  |  |  |  |  |  |                  |  |  |  |
|  |                              |  |  |  |  |  |  |  |  |                  |  |  |  |
|  |                              |  |  |  |  |  |  |  |  |                  |  |  |  |
|  | Franciszka Piasecka.         |  |  |  |  |  |  |  |  |                  |  |  |  |
|  |                              |  |  |  |  |  |  |  |  |                  |  |  |  |
|  |                              |  |  |  |  |  |  |  |  |                  |  |  |  |
|  |                              |  |  |  |  |  |  |  |  |                  |  |  |  |
|  | Wanda Grabowska              |  |  |  |  |  |  |  |  |                  |  |  |  |
|  |                              |  |  |  |  |  |  |  |  |                  |  |  |  |
|  |                              |  |  |  |  |  |  |  |  |                  |  |  |  |
|  |                              |  |  |  |  |  |  |  |  |                  |  |  |  |
|  | Jan Alfons Jasiński          |  |  |  |  |  |  |  |  |                  |  |  |  |
|  |                              |  |  |  |  |  |  |  |  |                  |  |  |  |
|  |                              |  |  |  |  |  |  |  |  |                  |  |  |  |
|  |                              |  |  |  |  |  |  |  |  |                  |  |  |  |
|  | Izabela Jasińska             |  |  |  |  |  |  |  |  |                  |  |  |  |
|  |                              |  |  |  |  |  |  |  |  |                  |  |  |  |
|  |                              |  |  |  |  |  |  |  |  |                  |  |  |  |
|  |                              |  |  |  |  |  |  |  |  |                  |  |  |  |
|  | Klara Teresa Szymanowska     |  |  |  |  |  |  |  |  |                  |  |  |  |
|  |                              |  |  |  |  |  |  |  |  |                  |  |  |  |
|  |                              |  |  |  |  |  |  |  |  |                  |  |  |  |

### Młodość
Tadeusz Żeleński w latach 1892–1900 studiował medycynę na Uniwersytecie Jagiellońskim. Wcześniej uczęszczał do Nowodworka. Uczył się, ale jednocześnie prowadził hulaszczy tryb życia, nie stronił od alkoholu i gry w karty. Na rok przerwał studia, wpadł w nałóg karciarstwa hazardowego i najważniejszą kwestią życiową stały się dla niego pieniądze. Zdecydował się na stypendium wojskowe (50 guldenów rocznie), które musiał następnie odsłużyć w armii austro-węgierskiej po ukończeniu studiów, de facto symulując chorobę psychiczną został zwolniony ze służby, jednakże został powołany po wybuchu I wojny światowej jako lekarz wojskowy, Stabsarzt.
Kiedy w 1898 z Berlina do Krakowa przeprowadził się Stanisław Przybyszewski, Żeleński stał się jego nieodłącznym towarzyszem. Był zafascynowany pisarzem i zakochany w jego żonie Dagny Juel Przybyszewskiej, która przybyła do Krakowa niedługo później.
W 1901 otrzymał ostatecznie dyplom medyczny i rozpoczął pracę w Szpitalu św. Ludwika. Nie wpłynęło to na zmianę trybu życia. Nadal często przebywał w krakowskich kawiarniach, m.in. „U Turlińskiego” (w hotelu Pod Różą), czy w „Jamie Michalika”.

### Początek XX wieku
W 1904 Żeleński poślubił Zofię Pareńską (1886–1956), pierwowzór literackiej postaci Zosi w dramacie Wesele (1901) Stanisława Wyspiańskiego. Żeleński był obecny na uroczystości stanowiącej pierwowzór tego dramatu. Małżeństwo to zostało zaaranżowane przez rodziców Tadeusza i Zofii (Eliza Pareńska i Wanda Żeleńska były ze sobą zaprzyjaźnione, natomiast Stanisław Pareński uczył Tadeusza na Uniwersytecie i pomógł mu zdobyć pracę w szpitalu). Swoją przyszłą żonę poznał w willi Pareńskich w Tenczynku. Z tego związku małżeńskiego przyszedł na świat Stanisław Żeleński, późniejszy aktor.
Pracując jako lekarz pediatra w Szpitalu św. Ludwika w Krakowie (1901–1906), Żeleński zainicjował, dzięki wsparciu pewnej bezpłodnej hrabiny, powstanie organizacji „Kropla mleka”, której był kierownikiem i gdzie pracował jako doradca lekarski. Rozpoczął nawet pisanie pracy habilitacyjnej, jednak wysłany na stypendium do Paryża zainteresował się literaturą francuską i pozostał jej wierny do końca życia, przekładając na język polski jej kanon niemal w całości (za przekład dzieł Moliera otrzymał w 1914 order Palm Akademickich).
Po powrocie do kraju, od 1906, współtworzył kabaret Zielony Balonik, pisząc do niego teksty satyryczne.

### I wojna światowa
W czasie I wojny światowej jako lekarz kolejowy służył w armii austriackiej.

### 20-lecie międzywojenne
W 1919 zakończył pracę lekarza i został zatrudniony jako recenzent teatralny w krakowskim dzienniku „Czas”. Od 1922 zamieszkał w Warszawie, gdzie jego pierwszym zajęciem było kierownictwo literackie w Teatrze Polskim. W 1928 otrzymał nagrodę Polskiego Towarzystwa Wydawców Książek jako jeden z najwybitniejszych krytyków (wraz z Wacławem Borowym i Karolem Irzykowskim). Przed II wojną światową był ostro zwalczany przez środowiska konserwatywne za głoszenie liberalnych poglądów, krytykę udziału Kościoła katolickiego w życiu społecznym i politycznym Polski oraz za '„szarganie świętości narodowych”', a w szczególności za '„odbrązawianie”' postaci Mickiewicza i Fredry. W środowisku literackim krytykowany był przez Karola Irzykowskiego (m.in. w książce Beniaminek). W 1933 został wybrany do grona członków Polskiej Akademii Literatury.
Wspólnie z Ireną Krzywicką, z którą był związany uczuciowo, kierował w latach 30. XX w. prywatną kliniką warszawską promującą świadome macierzyństwo. Poradnia Świadomego Macierzyństwa w Warszawie została otwarta 27 października 1931, w roku następnym przyjęła 4096 pacjentek. Podobne placówki powstały następnie w Łodzi, Krakowie, Przemyślu, Gorlicach. W zainicjowanym przez siebie dodatku do „Wiadomości Literackich” pt. Życie Świadome propagował antykoncepcję i edukację seksualną. Postulował legalizację aborcji, w celu zlikwidowania groźnego dla życia kobiet podziemia aborcyjnego.
Uczestniczył w seansach spirytystycznych Teofila Modrzejewskiego. Pisał o nich później: „Nie silę się tu na tłumaczenie tych objawów [...] Nie mam w tej rzeczy nic do gadania, ale tak dla siebie raczej skłonny jestem patrzeć na to mediumistycznie, jak na jakąś siłę tak samo niezbadaną dzisiaj, jak była niezbadaną niegdyś elektryczność lub niedawno radium”.
15 sierpnia 1937 przeszedł operację usunięcia wyrostka robaczkowego.

### II wojna światowa
Po wybuchu II wojny światowej wyjechał do Lwowa. Zamieszkał u szwagra żony – prof. Jana Greka. 19 listopada 1939, Boy z trzynastoma innymi pisarzami wyraził publicznie radość z zajęcia Kresów Wschodnich przez ZSRR. Sam upadek Polski Boy nazwał „Upadkiem Polski szlacheckiej”, co wspierało radziecką propagandę o rzekomym zacofaniu Polski. Wyraził pełne poparcie dla nowych władz. Powodem mogła być jego inspiracja myślą Marksa i Engelsa oraz rewolucją francuską. W październiku 1939 radzieckie kierownictwo Uniwersytetu Lwowskiego powołało go na kierownika katedry historii literatury francuskiej. Działał w lwowskim oddziale Związku Literatów Polskich. Wszedł w skład kolegium redakcyjnego pisma „Nowe Widnokręgi”, publikował artykuły w „Czerwonym Sztandarze”, uczestniczył także w różnych imprezach propagandowych. W styczniu 1940 wszedł w skład 16-osobowej brygady autorów, powołanej za zgodą Ministerstwa Oświaty Ukraińskiej Socjalistycznej Republiki Radzieckiej dla zredagowania 3-tomowego podręcznika historii literatury polskiej.
Podczas prowizorycznych i fałszowanych wyborów w 1940, które miały zapewnić legitymizację władzy radzieckiej, Boy zachęcał do udzielenia poparcia nowej władzy. W sierpniu 1940 był gościem Wszechzwiązkowego Komitetu ds. Nauki ZSRR w Moskwie. Po podróży entuzjastycznie pisał w Czerwonym Sztandarze o Związku Radzieckim. Według niektórych przekazów, Boy miał dziękować władzy komunistycznej za wyzwolenie polskich, ukraińskich i żydowskich pisarzy od Polski szlacheckiej.

Wykorzystując swoją pozycję, Boy przynajmniej dwukrotnie próbował interweniować u władz radzieckich w obronie osób deportowanych (chodziło o prawnika Wiktora Turka i prawdopodobnie o Annę Tetmajerową, wdowę po Włodzimierzu). 
Wkrótce po zajęciu Lwowa przez Niemców, w nocy z 3 na 4 lipca 1941, został aresztowany wraz z prof. Janem Grekiem i jego żoną, Marią Pareńską-Grekową przez Einsatzkommando zur besonderen Verwendung pod dowództwem Brigadeführera dr Karla Eberharda Schöngartha i zamordowany tej samej nocy na stoku Góry Kadeckiej wraz z grupą polskich profesorów lwowskich uczelni.
Na grobie rodziny Żeleńskich na Cmentarzu Rakowickim w Krakowie (rząd północny, kwatera KA) znajduje się tablica upamiętniająca pisarza:

Tadeusz Żeleński (Boy) ur. 21.12.1874, zm. 04.07.1941

Pamięci pisarza zamordowanego przez hitlerowców w lipcu 1941 we Lwowie i tam pochowanego w zbiorowej mogile.

## Dzieła
Wstępy pisane przezeń do jego przekładów literatury francuskiej zostały wydane w trzech tomach pod tytułem Mózg i płeć (seria 1–3, Warszawa, 1926–1928) i stanowią krótki kurs literatury francuskiej.
Boy-Żeleński podzielił Młodą Polskę na „tatrzańską” i „szatańską” wskazując w ten sposób dwa najważniejsze obszary zainteresowań artystów współczesnej mu epoki. Był także autorem licznych felietonów społeczno-obyczajowych oraz teatralnych (przez wiele lat pracował jako krytyk teatralny), a także książek z zakresu historii literatury, wydanych jeszcze za jego życia:
- Słówka. Zbiór wierszy i piosenek (Lwów, 1913)
- Markiza i inne drobiazgi (Kraków, 1914),
- Słońce jesienne (tryptyk) (Kraków, 1915),
- Z mojego dzienniczka. Akord smutku (Kraków – Warszawa 1917),
- Flirt z Melpomeną (Wieczór pierwszy, Warszawa, 1920, kolejne tomy: 1921, 1922, 1924, 1925, 1926, 1927, 1929, 1932)
- Antologia literatury francuskiej (Kraków, 1922),
- Molier (Warszawa, 1924),
- Pani Hańska (Lwów, 1925),
- Brewerie (Warszawa, 1926),
- Dziewice konsystorskie (Warszawa, 1929).
- Ludzie żywi (Warszawa, 1929),
- Pijane dziecko we mgle (Warszawa, 1929),
- Brązownicy (Warszawa, 1930),
- Marzenie i pysk (Warszawa, 1930),
- Piekło kobiet (Warszawa, 1930)[26],
- Słowa grube i cienkie (Warszawa, 1931),
- Jak skończyć z piekłem kobiet? (Warszawa, 1932),
- Nasi okupanci (Warszawa, 1932),
- Znasz-li ten kraj? (Warszawa, 1932),
- Wakacje z prydumką (Warszawa, 1933).
- Balzac (Lwów, 1934),
- Obrachunki fredrowskie (Warszawa, 1934),
- Reflektorem w serce (Wrażenia teatralne) (Warszawa 1934)[27]
- Nieco mitologii (Warszawa, 1935),
- Marysieńka Sobieska (Lwów, 1937),
- Murzyn zrobił swoje (Warszawa, 1938),
- Młoda Polska – wybór poezyj (Lwów, 1939, książka nie trafiła do sprzedaży, wznowiona w 1947 w Krakowie).

Dzieła zebrane Boya-Żeleńskiego zostały wydane po wojnie w serii PIW-u pod redakcją Henryka Markiewicza.
W 2006 roku Wydawnictwo Iskry wydało niepublikowaną wcześniej książkę W perspektywie czasu, na podstawie odnalezionego maszynopisu, złożonego przez Boya w lwowskim Wydawnictwie Mniejszości Narodowych na dwa tygodnie przed śmiercią.

## Przekłady (wybór)[28]
Przełożył na język polski wiele dzieł literatury francuskiej:
- Pieśń o Rolandzie,
- Wielki testament François Villona,
- Tristana i Izoldę w opracowaniu Bédiera,
- wszystkie sztuki Molière’a,
- dramaty Pierre’a de Marivaux,
- Fedrę Jeana Baptiste’a Racine’a,
- komedie Pierre’a Beaumarchais’go (Cyrulik sewilski i Wesele Figara),
- dzieła Woltera,
- rozprawy Kartezjusza,
- rozprawy Pascala,
- część wierszy Verlaine’a (Elegie),
- Maksymy i rozważania moralne (1664) François de La Rochefoucaulda,
- Księżnę de Clèves Madame de La Fayette,
- listy markizy de Sévigné,
- listy panny de Lespinasse,
- Monteskiusza (Listy perskie i O duchu praw),
- Denisa Diderota,
- Michela de Montaigne’a (Próby),
- François Rabelais’go (Gargantua i Pantagruel),
- Rousseau,
- Balzaka (cykl Komedia ludzka),
- Marcela Prousta cykl W poszukiwaniu straconego czasu
- Stendhala (m.in. Czerwone i czarne, Pustelnię parmeńską),
- Pierre’a de Brantôme (m.in. Żywoty pań swawolnych),
- Bossueta,
- Henri de Saint-Simona,
- Benjamina Constanta,
- Alfreda de Musseta,
- Théophile’a Gautiera,
- Henriego Murgera,
- Alfreda Jarry’ego (Ubu Król),
- Anatole’a France’a (Komedia o człowieku który zaślubił niemowę),
- André Gide’a (Lochy Watykanu),
- Pierre-Jeana de Bérangera,
- François-René de Chateaubrianda,
- Alaina-René Lesage’a,
- Crebillona syna,
- Jacques’a H. Bernardin de Saint-Pierre’a (Paweł i Wirginia),
- Pierre’a Choderlosa de Laclosa (Niebezpieczne związki).

## Ordery i odznaczenia
- Oficer Akademii – 1914, za kompletny przekład dzieł Molière’a[29]
- Krzyż Kawalerski Legii Honorowej (1922)[30]
- Krzyż Oficerski Orderu Odrodzenia Polski – 2 maja 1923 „za zasługi, położone dla Rzeczypospolitej Polskiej w dziedzinie działalności artystycznej”[31][32]
- Krzyż Oficerski Legii Honorowej (1927)
- Krzyż Komandorski Legii Honorowej (1934)

## Upamiętnienie
Od 1957 roku polska sekcja Międzynarodowego Stowarzyszenia Krytyków Teatralnych przyznaje Nagrodę im. Tadeusza Boya-Żeleńskiego za osiągnięcia w dziedzinie teatru.
Od 2015 przyznawana jest Nagroda Prezydenta Miasta Gdańska za Twórczość Translatorską im. Tadeusza Boya-Żeleńskiego.
Od 1972 imię Tadeusza Boya-Żeleńskiego nosi krakowski Teatr Bagatela. W 1974 na jego deskach wystawiono spektakl Boy-mędrzec w reżyserii Mieczysława Górkiewicza.
Tablica pamiątkowa z piaskowca umieszczona została w latach 50. XX wieku na frontowej ścianie kamienicy przy ul. Smolnej 11 w Warszawie.
Przy ul. Smolnej 11 w Warszawie, w siedzibie Wydawnictwa Iskry mieszczącym się w dawnym mieszkaniu pisarza, w którym mieszkał w latach 1922–1936, do 2014 znajdowało się jego niewielkie muzeum biograficzne Salon Boya-Żeleńskiego. Muzeum nie zostało odtworzone w nowej siedzibie redakcji przy al. Wyzwolenia 18.
Brązowe popiersie Boya znajduje się na Plantach w Krakowie, na skwerze naprzeciwko Muzeum Archeologicznego, nieopodal Wawelu. Pomnik autorstwa Edwarda Krzaka ufundowano w 1980 roku.
Nazwisko Boya znalazło się na tablicach pamiątkowych i innych obiektach upamiętniających mord profesorów lwowskich.
Ulice nazwane imieniem Tadeusza Boya-Żeleńskiego znajdują się w kilkudziesięciu miastach, m.in. w Chełmie Śląskim, Częstochowie, Działdowie, Gliwicach, Jaworze, Jaworznie, Katowicach, Kielcach, Krakowie, Krotoszynie, Legnicy, Lwowie, Łodzi, Nowym Sączu, Rzeszowie, Środzie Śląskiej, Tarnowie, Tychach, Warszawie, Wrocławiu, Zabrzu.
Jego imię otrzymały:
- Gimnazjum nr 21 w Krakowie (lata 2004[42]-2017)[43][44];
- Szkoła Podstawowa nr 107 w Krakowie (od 1977)[45][46];
- LXXXII Liceum Ogólnokształcące w Warszawie (wchodzące w skład Zespół Szkół Odzieżowych, Fryzjerskich i Kosmetycznych nr 22; lata 1996–2013)[47].

Upamiętnia go również nazwa przylądka antarktycznego.

## Biografie
- Józef Hen, Błazen – wielki mąż. Opowieść o Tadeuszu Boyu-Żeleńskim, Wydawnictwo Iskry.
- Boy we Lwowie, red. Barbara Winklowa, Warszawa: Oficyna Wydawnicza „Rytm”, 1992. Fragmenty w wersji elektronicznej
- Henryk Markiewicz, Boy-Żeleński, wyd. Wydawnictwo Dolnośląskie, 2001, seria A to Polska właśnie.
- Wojciech Natanson, Boy-Żeleński, Warszawa: Ludowa Spółdzielnia Wydawnicza, 1983.
- S. Sterkowicz, Boy (dr Tadeusz Żeleński). Lekarz, pisarz, społecznik, Warszawa 1960, wyd. 2, 1974.
- B. Winklowa, Tadeusz Żeleński (Boy). Twórczość i życie, Warszawa 1967.
- S. Sterkowicz, Po prostu Boy. Kronika życia i twórczości Tadeusza Boya-Żeleńskiego, Toruń 1994.
- B. Winklowa, Nad Wisłą i nad Sekwaną. Biografia Tadeusza Boya-Żeleńskiego, Warszawa 1998.
- Wacław Borowy, Boy jako tłumacz, 1922.
- Prawdziwa historia Polaków. Ilustrowane wypisy źródłowe 1939-194. Warszawa: Oficyna Wydawnicza „Rytm”, 1999. ISBN 83-87893-33-1. Brak numerów stron w książce
- B. Winklowa, Boyowie. Zofia i Tadeusz Żeleńscy, Wydawnictwo Literackie, Kraków 2001.
- Dominika Niedźwiedź, Jak Tadeusz Żeleński stworzył Boya: Strategie, autokreacje, wizerunki, Księgarnia Akademicka, Kraków 2022.
- Monika Śliwińska, Książę. Biografia Tadeusza Boya-Żeleńskiego, Wydawnictwo Literackie, Kraków 2024.